# Beaumont-en-Argonne
Beaumont-en-Argonne is een gemeente in het Franse departement Ardennes in de regio Grand Est en telt 459 inwoners (2012).
Op 22 maart 2015 werd het kanton Mouzon, waar de gemeente onder viel, opgeheven en opgenomen in het kanton Carignan. De gemeente en het kanton maken deel uit van het arrondissement Sedan.

## Geografie
De oppervlakte van Beaumont-en-Argonne bedraagt 30,6 km², de bevolkingsdichtheid is 15 inwoners per km².
De onderstaande kaart toont de ligging van Beaumont-en-Argonne met de belangrijkste infrastructuur en aangrenzende gemeenten.

## Demografie
Onderstaande figuur toont het verloop van het inwonertal (bron: INSEE-tellingen).

Vanwege een beveiligingsprobleem met de MediaWiki Graph-software is het momenteel niet mogelijk deze grafiek weer te geven. Zodra de software is bijgewerkt zal de grafiek vanzelf weer zichtbaar worden.

## Geschiedenis
In de Middeleeuwen bepaalde kardinaal-aartsbisschop Willem van Champagne dat de inwoners van Beaumont voortaan vrijgesteld werden van te werken voor hun heer; zij mochten voor eigen rekening werken. Dit gaf weerklank eeuwen later nog, tot de Franse Revolutie. Deze bepaling wordt ook wel de Wet van Beaumont genoemd.
Tijdens de Frans-Duitse Oorlog werd het Franse leger, onder leiding van generaal Pierre Louis Charles de Failly, opgejaagd richting de Noord-Franse vestingstad Sedan door het Duitse 4e leger (Maasleger), waarover kroonprins Albert van Saksen het bevel voerde. Op 30 augustus 1870 kwam het tot een treffen tussen beide legers bij Beaumont-en-Argonne, waarbij de Fransen zware verliezen leden. Bij de slag verloren de Fransen 4800 soldaten (waarvan 1800 doden en gewonden) en de Duitsers 3500 (waarvan 847 doden). 
In de Tweede Wereldoorlog is tijdens de Blitzkrieg het 12e Senegalese infanterieregiment op 18 mei 1940 bij dit dorp verslagen door het Duitse leger.